# Albetovirus
Albetovirus ist eine Gattung von Pflanzen-Satellitenviren,  Mitglied des Realms Riboviria ohne zugeordnete Familie oder Ordnung. Die Gattung enthält mit Stand Ende März 2021 drei vom International Committee on Taxonomy of Viruses (ICTV) Spezies (Arten), Tobacco albetovirus 1, 2 und 3 (informell Tabak-Albetovirus 1, 2 respektive 3) mit den jeweiligen Referenztypen Stamm Satellite tobacco necrosis virus 1, 2 respektive C).
Die drei Virusarten dieser Gattung stellen Satellitenviren dar, die für ihre Replikation auf Helferviren der Gattungen Alphanecrovirus oder Betanecrovirus (vor 2011 gemeinsam unter der früheren Gattungsbezeichnung Necrovirus subsumiert) in der Familie Tombusviridae angewiesen sind.
Diese Satellitenviren sind nicht zu verwechseln mit dem Satellite tobacco mosaic virus (Tabak-Mosaik-Satelliten-Virus, STMV) verwechselt werden, das auch als Satellite tobacco necrosis virus (Satelliten-Tabaknekrosevirus, STNV) bezeichnet wird; jene ist als Referenztyp der Spezies Tobacco virtovirus 1 (Tabak-Virtovirus 1) Mitglied der Gattung Virtovirus.

## Etymologie
Der Gattungsname Albetovirus ist eine Kombination aus Al (für Alphanecrovirus), be (für Betanecrovirus), und to (für englisch tobacco).

## Beschreibung

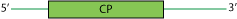
Trivial genome map of genus Albetovirus

Das Virus-Genom in der Gattung Albetovirus ist unsegmentiert (monopartit) und besteht aus einem linearen Einzelstrang-RNA-Molekül mit positiver Polarität. Es hat eine Länge von
1221 bis 1245 nt (Nukleotiden oder Basen) und besitzt ein einziges Gen besitzt.
Dieses kodiert für ein einziges Protein, das Kapsidprotein (CP).
Die Virionen sind nicht umhüllt und haben eine ikosaedrische Symmetrie mit einem Durchmesser von 17 nm.

## Systematik
Die Systematik der Gattung Albetovirus ist mit Stand Mai/Juni 2024 nach ICTV (und NCBI) wie folgt:
Realm Riboviria
- Gattung Albetovirus

- Spezies Tobacco albetovirus 1

- Satellite tobacco necrosis virus 1

- Spezies Tobacco albetovirus 2

- Satellite tobacco necrosis virus 2

- Spezies Tobacco albetovirus 3

- Satellite tobacco necrosis virus C

- Spezies „Tomato albetovirus 1“ (Vorschlag gamäß NCBI-Taxonomie)